# Núcleo de ferrita

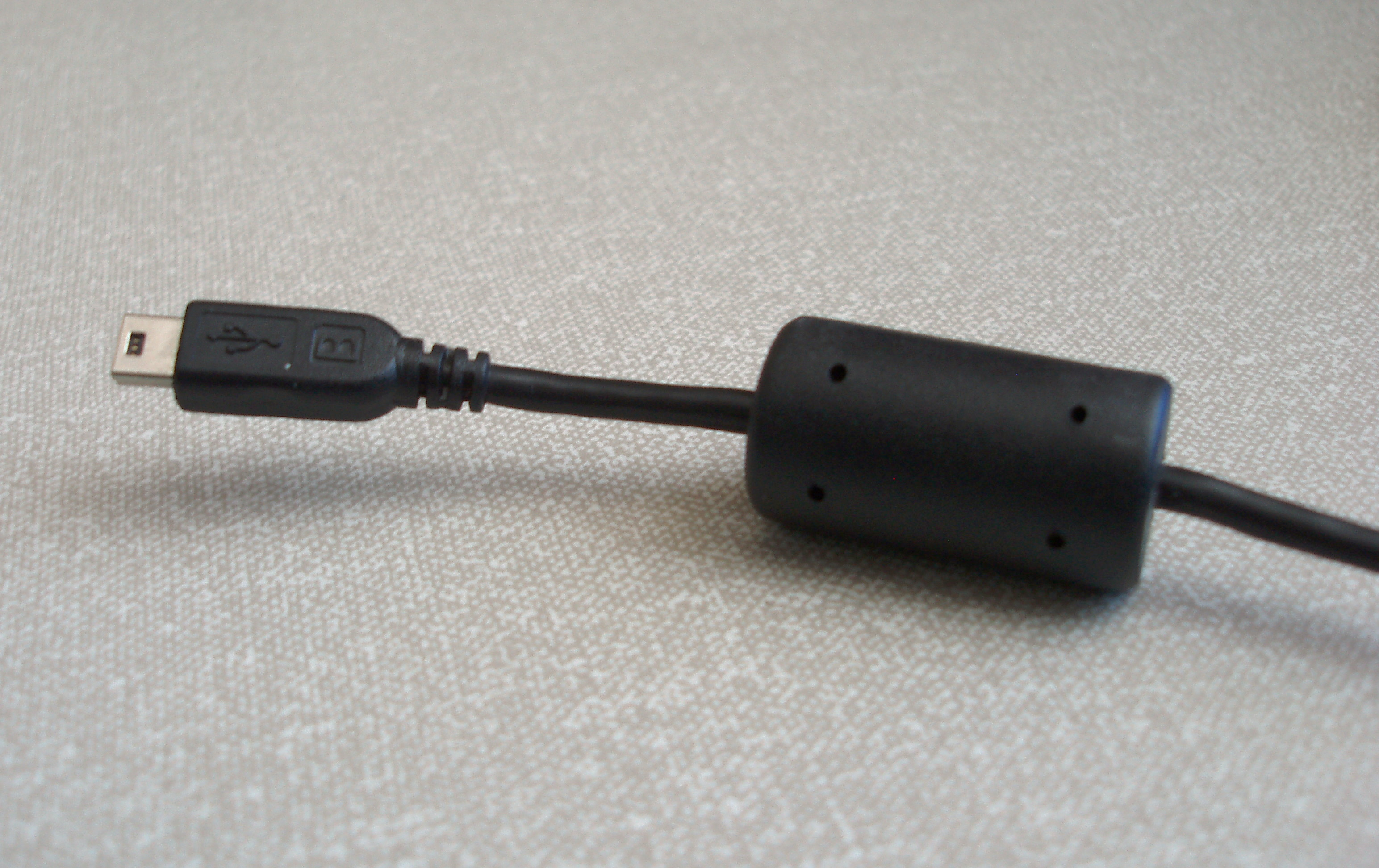
Núcleo de ferrita em um cabo mini USB.

Núcleo de ferrita é um componente elétrico passivo que suprime ruídos de alta frequeência em circuitos eletrônicos. Empregam dissipação de corrente de alta frequência em uma cerâmica de ferrita para construir dispositivos de supressão de ruído de alta frequência, são comumente vistos em cabos.
Os núcleos de ferrite impedem a interferência eletromagnética em duas direções: de um dispositivo ou para um dispositivo. Um cabo condutor funciona como uma antena - se o dispositivo produz energia de radiofrequência, isso pode ser transmitido através do cabo, que atua como um radiador não intencional, neste caso, o talão é necessário para conformidade regulamentar, para reduzir a interferência eletromagnética. Por outro lado, se houver outras fontes de interferência eletromagnética, como eletrodomésticos, a esfera impedirá que o cabo atue como uma antena e receba interferência desses outros dispositivos.